# アレクサンドル・オッソフスキー
アレクサンドル・ヴャチェスラヴォヴィチ・オッソフスキー（ロシア語: Александр Вячеславович Оссовский 1871年3月31日（ユリウス暦 3月19日） - 1957年7月31日）は、ロシアの音楽ライター、評論家、音楽学者。サンクトペテルブルク音楽院の教授であり、ニコライ・リムスキー＝コルサコフの門弟、セルゲイ・ラフマニノフ、アレクサンドル・ジロティ、ニコライ・チェレプニンとは友人であった。

## 生涯
1871年3月31日にロシア帝国ベッサラビア地方のキシナウに生まれた。父のヴャチェスラフ・ステパノヴィチ・オッソフスキー（Vyacheslav Stepanovich Ossovsky）はオデッサの宮廷で部門長を務めており、母はイェゲニア・チェルクノヴァ（Yevgenia Cherkunova）であった。作曲家のミコラ・ヴィリンスキーは従兄弟である。1893年にモスクワ大学のロースクールを卒業している。
卒業後はサンクトペテルブルクの法務省に勤務した。1896年から1898年にかけてサンクトペテルブルク音楽院で学ぶ。1900年から1902年の間は作曲家のニコライ・リムスキー＝コルサコフの下で作曲を習った。1894年からは才能ある多作な音楽ライター、音楽評論家、音楽学者としてのキャリアを開始した。1915年から1918年と、1921年から1952年にかけてはサンクトペテルブルク音楽院（レニングラード音楽院）の教授を務め、1937年には副学長に就任した。
サンクトペテルブルクの雑誌『Muzykal'nyi Sovremennik』（音楽の現在 1915年-1917年）の創刊メンバーとなった。1923年から1925年にはレニングラードフィルハーモニー交響楽団の理事、1933年から1936年には芸術主幹を務めた。1943年から1952年にはレニングラード音楽劇場研究所の所長であった。1931年から1933年にかけてはレニングラードのエルミタージュ美術館に勤務していた。
オッソフスキーはベリャーエフ・サークルの作曲家らと近しい結びつきを保っており、セルゲイ・ラフマニノフ、アレクサンドル・ジロティ、アレクサンドル・グラズノフといった数多くのロシア音楽の精鋭と交際し、仕事をともにした。作家、編集者、評論家としてのオッソフスキーはジロティの演奏会プログラムに幅広く貢献を行った。
1911年、セルゲイ・プロコフィエフが最初の作品群を出版するにあたり、ロシアの出版社であるユルゲンソンに彼を強力に支援する書状を特別に書き送って援助した。同年、ラフマニノフがオッソフスキーの依頼により彼の従兄妹であったクセニア・デルジンスカヤ（1889年-1951年）をキエフでオーディションし、彼女がオペラのキャリアを開始する手助けをしている。デルジンスカヤはロシアで著名な歌手となり、モスクワのボリショイ劇場のプリマドンナにまで登り詰めた。作曲家のニコライ・チェレプニンと友人関係であったオッソフスキーは、彼の息子でやはり有名な作曲家となるアレクサンドル・チェレプニンのキャリア初期に面倒を見ていた。
オッソフスキーは1957年、ソビエト連邦のレニングラードで没した。
彼はミハイル・グリンカ、グラズノフ、リムスキー＝コルサコフ、その他のような傑出したロシアの作曲家による作品の研究や分析に関する論文やモノグラフを多数著した。またロシアの大衆にバッハ、ラモー、コレッリ、ヴィヴァルディ、ワーグナーを紹介した最初期の音楽評論家であった。ラフマニノフや他の音楽家の伝記の中の多くの重要な出来事について直接触れ、見識を有していたため、彼が著したラフマニノフの回顧録は特別に興味を引き価値あるものとなっている。オッソフスキーの著作はロシアの作曲家やその音楽に関する西側の出版物の多くで頻繁に引用されている。

## 主要作品
ロシア語文献。
- Aleksandr Konstantinovich Glazunov: His life and creative work, Alexander Siloti Concerts Publishing House, Sanct-Petersburg, 1907.
- Mirovoe znachenie russkoi muzyki, (Worldwide significance of Russian classical music), Leningrad, 1948.
- N.A. Rimsky-Korsakov, in "Soviet Music" coll. of papers, book 3, Moscow. 1944.
- Selected papers and memoirs. Leningrad, 1961
- Muzikal'no-kriticheskie stat'ji (Musical and critic papers), Leningrad, 1971
- Vospominaniia. Issledovaniia (Memoirs. Research). Leningrad, 1968.